# 7 a.C.
7 a.C. foi um ano normal (não bissexto) iniciado numa quinta-feira do Calendário juliano e um ano normal iniciado na terça-feira do calendário gregoriano proléptico. A denominação 7 a.C. é utilizada desde o princípio da era medieval, quando o Anno Domini tornou-se o método predominante de nomenclatura de anos na Europa.
Foi o ano 745 desde a fundação de Roma, segundo Dionísio de Halicarnasso, que data a fundação de Roma no primeiro ano da sétima olimpíada.
| Ano completo                        |
| ----------------------------------- |
| Ano comum com início à quinta-feira |

## Eventos

### Império Romano
- Tibério [1][3] (pela segunda vez)[1] e Cneu Calpúrnio são cônsules.[1][3]
- Tibério conserta o templo da Concórdia, para que pudesse inscrever no templo seu nome e o de Druso, celebra um triunfo e, em companhia da sua mãe, Lívia, dedica o precinto de Lívia.[4]
- São celebrados os jogos fúnebres em honra a Agripa [Nota 2] com combates de gladiadores, incluindo combates singulares e combates entre grupos de igual número; os romanos atendem aos jogos usando roupas negras, inclusive os filhos de Agripa, exceto o imperador Augusto.[5]
- Nada de importante aconteceu na Germânia.[6]

## Nascimentos
- Data possível do nascimento de Jesus.[7][8]

## Mortes
- Cheng de Han